# Пейсти, Ярл Николаевич
Пейсти, Ярл Николаевич (9 октября 1920 — 8 марта 2010) — радиопроповедник второй половины ХХ — начала XXI в., служение которого сыграло важную роль в распространении Евангелия в СССР поверх так называемого «железного занавеса» в период «холодной войны». Его радиопрограммы выходили многие годы практически ежедневно на протяжении десятилетий на коротких волнах в диапазоне 31 метр на "ИБРА-Радио" в 21.30 по московскому времени и также транслировались и другими христианскими радиостанциями.
Родился в семье миссионеров в 1920 году в г. Никольск-Уссурийский на Дальнем Востоке. Его отец, Николай Иванович Пейсти, родился в Санкт-Петербурге, уверовал в 1907 году в возрасте пятнадцати лет, посещая  христианские собрания в доме княгини Ливен. Мать, Марта Ивановна, шведка из Финляндии, также родилась в Санкт-Петербурге.
Ярл Пейсти уверовал в четырнадцать  лет в Китае, в г. Харбине, где его отец Н. И. Пейсти несколько лет нёс служение миссионера. Семья Пейсти переехала в США в 1935 году, где Ярл в 1943 году окончил Национальный Библейский Институт, служил пастором и одновременно окончил Нью-Йоркский университет. 
В 1946 году он вместе с отцом начинает передавать евангельские радиопрограммы на русском языке для верующих в СССР.  Это явилось громадным шагом в деле евангелизации народов СССР - дело в том, что в открытом доступе рядовому человеку не были доступны книги и другие материалы религиозного содержания, и такие радиопрограммы давали возможность простому советскому человеку услышать Слово Божие из уст верующих (а не получать сведения о религии из книг "по научному атеизму"). После смерти отца в 1947 году, возглавил и продолжил это служение.
С тех пор Я. Н. Пейсти более пятидесяти лет провёл у микрофона, ведя служение русского евангельского радиовещания на "ИБРА-Радио", записи его программ  также транслировались  "Радио Монте-Карло, Монако" ("Транс-Мировое-Радио", "Trans World Radio", TWR), из Австрии, Швеции и Колорадо (США), а после падения «железного занавеса» из Москвы (Центральное Радио, Радио-1, Маяк и Юность).
В своем христианском служении всегда придерживался принципа "сотрудничества со всеми детьми Божьими независимо от деноминации". Его радиопередачи были направлены ко всем чадам Божьим (он принципиально не выделял конфессии и деноминации). 
Своими блестящими и духовными проповедями Я. Н. Пейсти снискал любовь и глубокое уважение верующих в СССР и других странах мира. «Миллионы русских для Христа» — лозунг "Русского Христианского Радио", которому Пейсти посвятил всю свою жизнь.

## Биография
Отец Ярла, Николай Иванович Пейсти, родился в царской России, но был выслан в Финляндию за христианскую деятельность (как протестант). После Октябрьской революции Николай Пейсти вернулся в Россию.
Ярл родился в Уссурийске, на Дальнем Востоке России, в 1920 году. Когда политическая ситуация в России стала опасной для христиан, семье Пейсти пришлось выехать из страны.
В 1927 году семья Пейсти второй раз едет через всю Россию, чтобы вернуться в Финляндию. В Хельсинки Ярл Николаевич поступает учиться в шведскую школу.
Позже семья Пейсти переезжает в США, оттуда выезжает в город Харбин, в Маньчжурии, где его отец ведёт интенсивную проповедническую работу среди русского населения Харбина. Здесь юный Ярл Пейсти учится в русской школе.
В 1935 году, 7 января, в праздничные дни Рождества Христова, четырнадцатилетний Ярл становится искренним верующим христианином.
По возвращении в США Ярл Николаевич поступает в "Национальный Библейский Институт", который оканчивает в 1943 году. В том же году он становится гражданином США.
После рукоположения на пасторское служение он три года служит пастором и одновременно учится, оканчивает Нью-Йоркский университет.
Отец Ярла Николаевича в это время редактирует и выпускает духовную литературу и журнал «Путь веры», а в 1946 году они совместно начинают готовить евангельские радиопрограммы на русском языке.
В ноябре 1947 года, после смерти отца, Ярл Николаевич возглавил и продолжил дело, начатое его отцом. В мае 1949 года он вступает в брак с Пиркко Суомела из Финляндии, которая в то время училась в "Библейском Институте" в Нью-Йорке.
В семье Пейсти родились десять детей — шесть сыновей и четыре дочери.
В эти годы Ярл Николаевич много путешествовал по странам Восточной и Западной Европы, посещая различные церкви. 
В середине 1950-х годов с семьей живёт в Европе, где принимает активное участие в работе среди славян.
В течение семи лет семья Пейсти жила в Монте-Карло, где Ярл Николаевич работал в русском отделе "Трансмирового радио".
В эти годы (1953—1983) Ярл Пейсти еженедельно (до нескольких программ в неделю) готовил евангельские программы на русском языке.
В 1961 году он едет в Советский Союз вместе с директором общества «Слово Жизни» Джеком Вирценом. Результатом этой поездки явилось решение начать радио-программу (она так и называлась - "Слово Жизни"), предназначенную для русской молодёжи.

## Личная жизнь
Был женат на Пиркко Пейсти. Дети: Джон и Дуайт, проповедники. С 1983 года они также принимали участие  в евангельских радиопередачах, предназначенных для верующих и неверующих слушателей в СССР.
После смерти Пиркко в мае 1994 года, Ярл Пейсти уходит с поста директора миссии. В память о Пиркко особенное внимание Ярл Николаевич уделял посещению тюрем и лагерей, так как в Егорьевской тюрьме, под Москвой, осенью 1993 года состоялось последнее богослужение, в котором она принимала участие.
В октябре 1995 года Ярл Пейсти женился во второй раз, на Наталии Макаренко, уроженке Казахстана. Наталия до сих пор (2025 год) является сотрудником "Русского Христианского Радио", продолжая служение Ярла Николаевича, посредством распространения его проповедей, аудио, видео и печатных материалов.
Последние годы жизни Ярл Пейсти провёл в небольшом городке Эстес-Парк, в штате Колорадо (США).
Ярл Николаевич Пейсти скончался 8 марта 2010 года.

## Деятельность
- Десятилетия евангелизаторской деятельности, включая проект на коротких волнах (1946 - 1983)  - ежедневные передачи радиостанции "Русское Христианское Радио"
- звукозапись чтения частей Библии: Нового Завета, Псалтири и Книги Притчей Соломона, повсеместное распространение записей проповедей христианского учения и Св. Писания на магнитофонных кассетах и компакт-дисках в 1966 - 1983 гг., а также в эфире и в интернете.

### Книги
- «Приходящего ко Мне не изгоню вон…» 1978;
- «Дух Святой», 1983;
- «Молитва Господня», 1985;
- «Отче наш», 1986;
- «Хлеб Жизни», 1986;
- «Илия», 1987;
- «Блаженны милостивые», 1999 и др.